# Parc Diagonal Mar
Parc Diagonal Mar je pozemek velký 14 ha, upravený jako park. Pozemek Park má obdélníkový tvar, leží v oblasti Sant Martí, v Barceloně, ve Španělsku. Park byl podle některých zdrojů dokončen v letech 1997–2000. Ale podle ostatních zdrojů byl park otevřen v roce 2002.

Náklady na založení byly vyčísleny na 10 milionů dolarů (1430,39 mil. peset). Náklady na údržbu byly pro rok 2007 vypočítány na 77£ na metr čtvereční plochy parku. Park navrhl manželský tým Enric Miralles a Benedetta Tagliabue jako vyjádření inovativní a udržitelné architektury. Park se nachází na místě bývalé továrny. Je rozdělen do sedmi hlavních oblastí, společným rysem všech částí jsou vodní prvky. Park je napojen na pláž. Mezi jinými prvky byly použity obří květináče a trubkovité konstrukce.

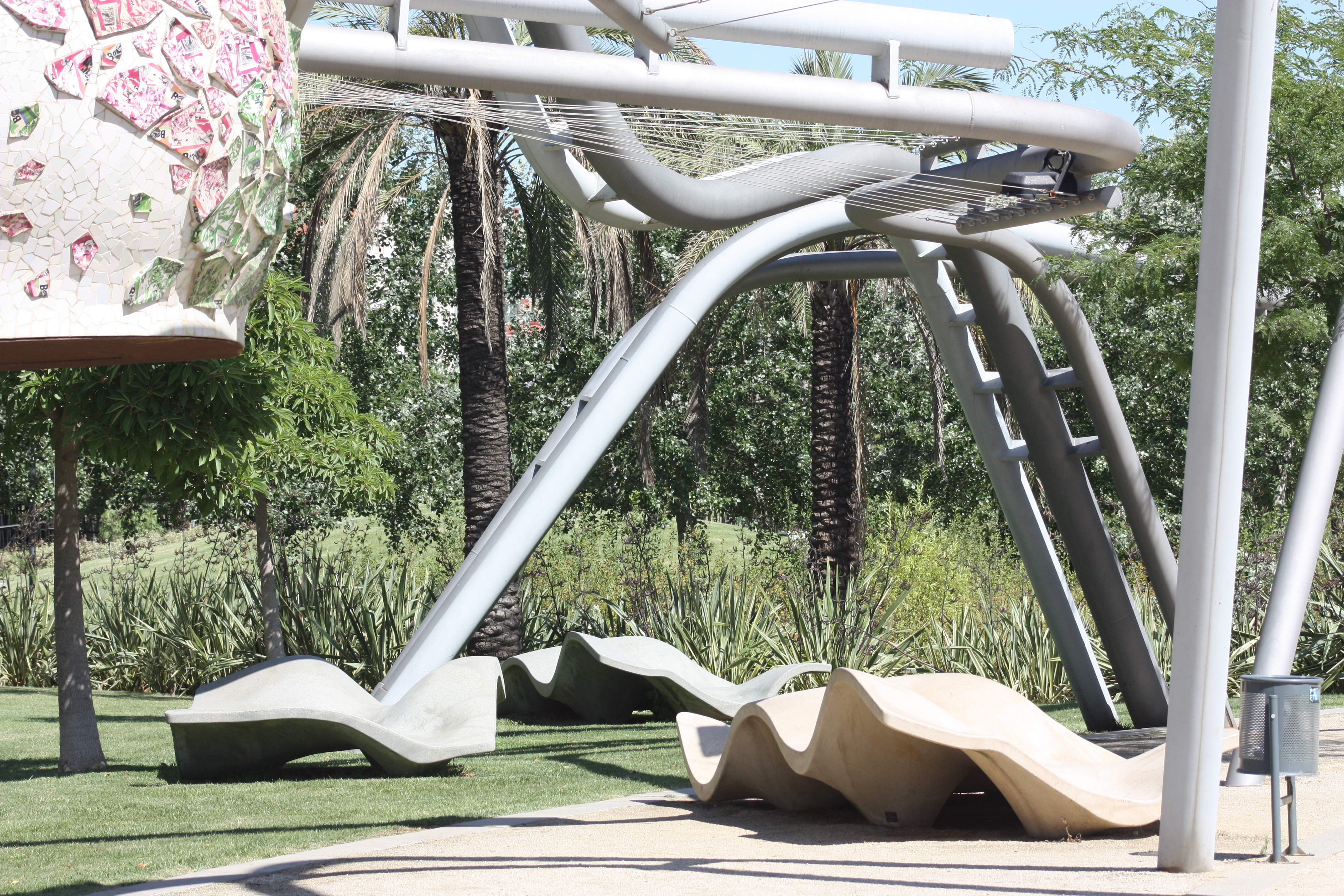

Park navazuje na Avenida Diagonal, která umožňuje přímý přístup do okolních čtvrtí. Park je branou k moři pro místní obyvatele a návštěvníky, Parc Diagonal Mar obsahuje hřiště, vodopád, stíněná posezení, sportoviště, venkovní kavárny, mnoho interaktivních prvků a velké centrální jezero s mnoha fontánami.
V důsledku dodržování zásad udržitelného rozvoje park byl upraven o tyto parametry:
- porézní chodníky, které minimalizují odtok vody po bouřích
- původní rostliny, které nejsou udržovány pesticidy
- mokřadní plochy kolem části jezera
- recyklované půdy ze surovin z přilehlé Diagonal Mar
- kompostování zahradního odpadu z údržby

## Galerie

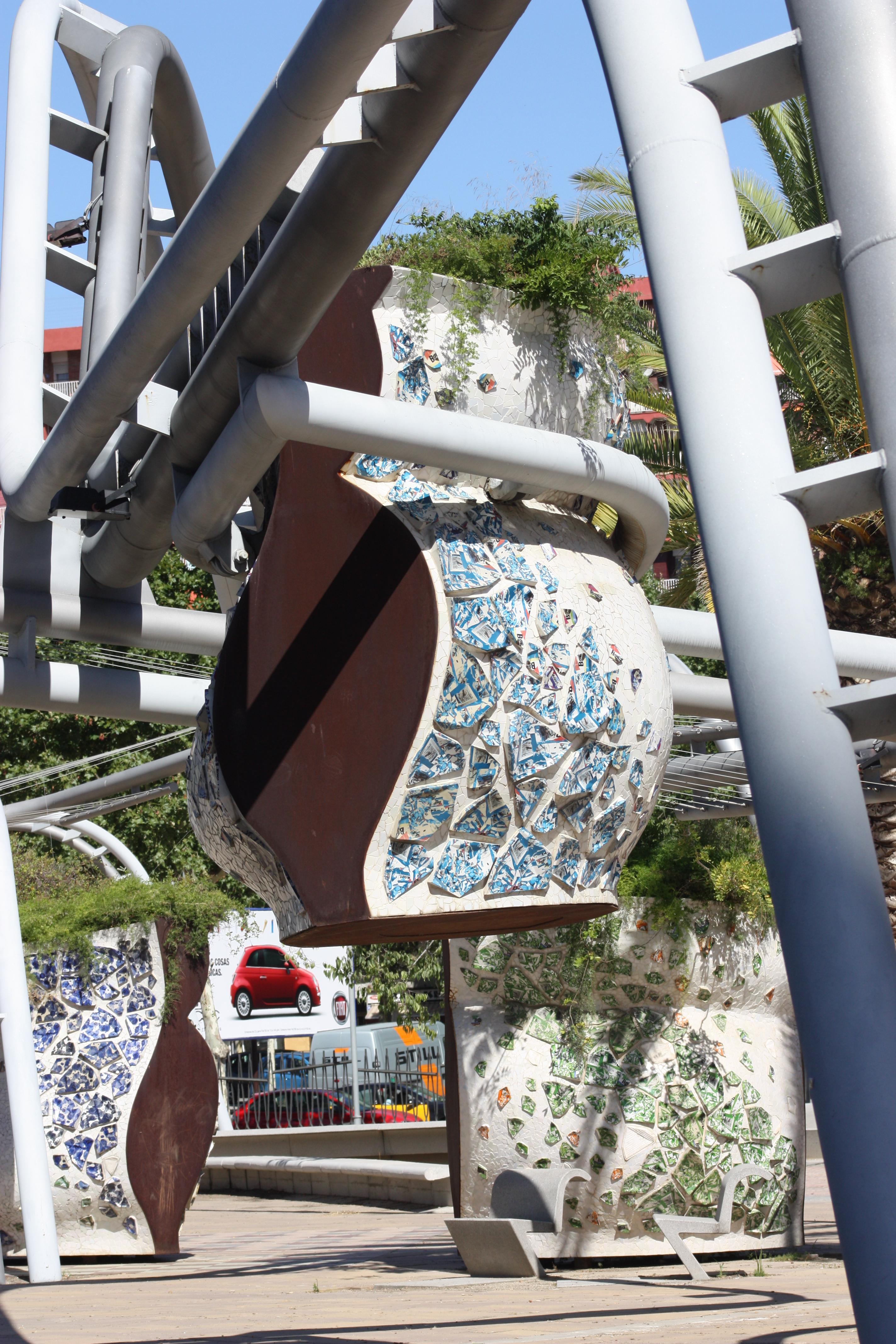
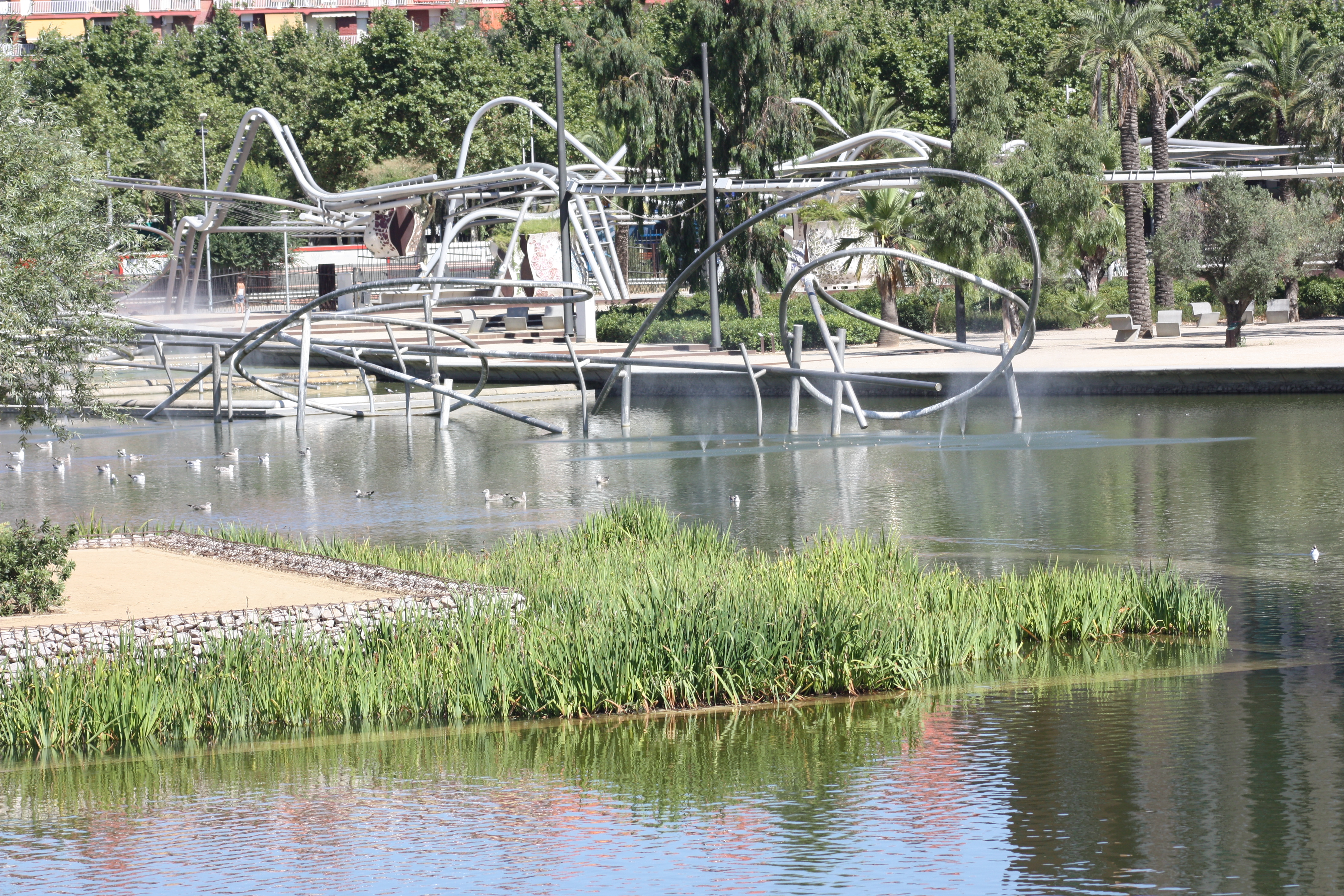
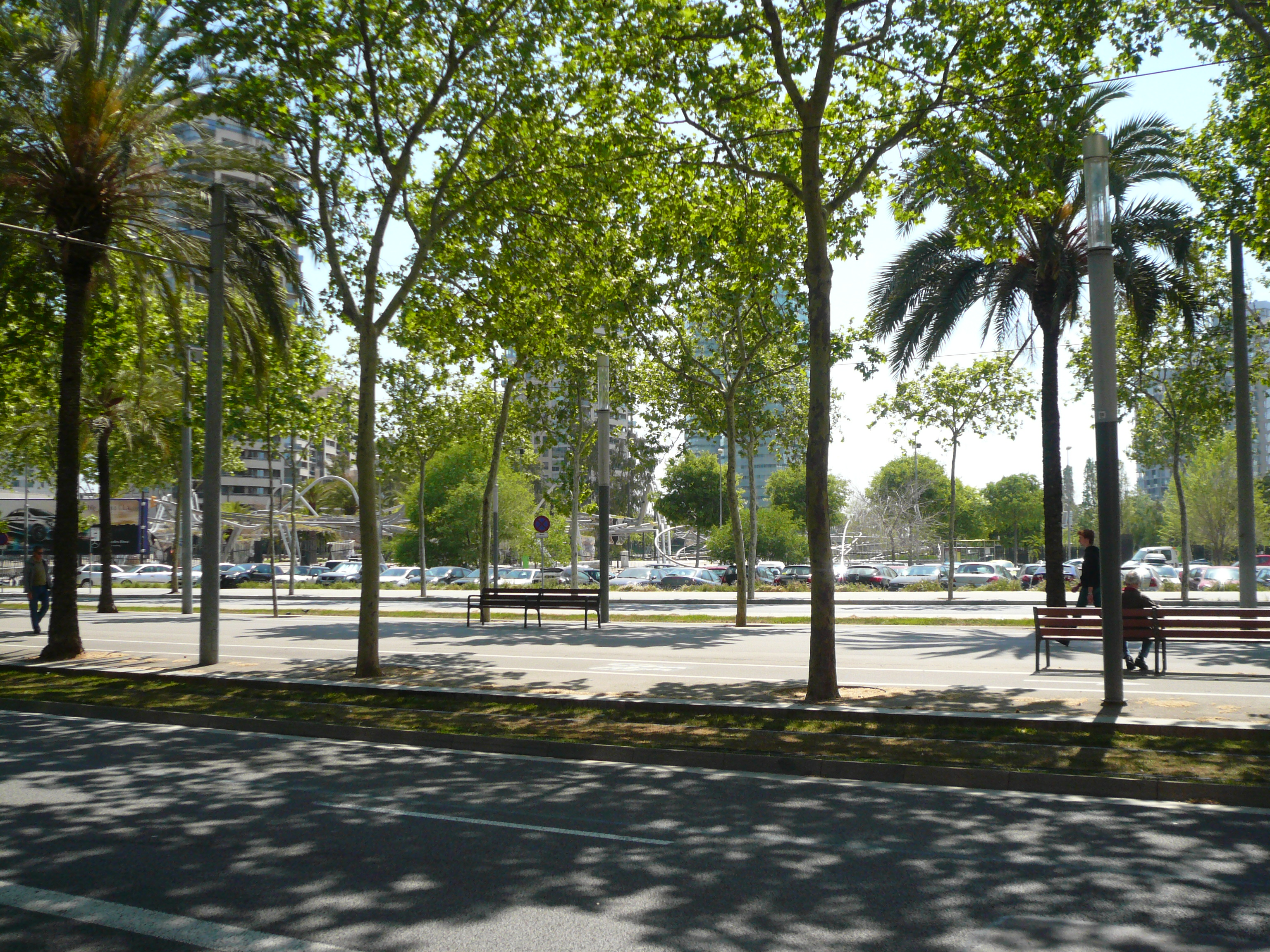
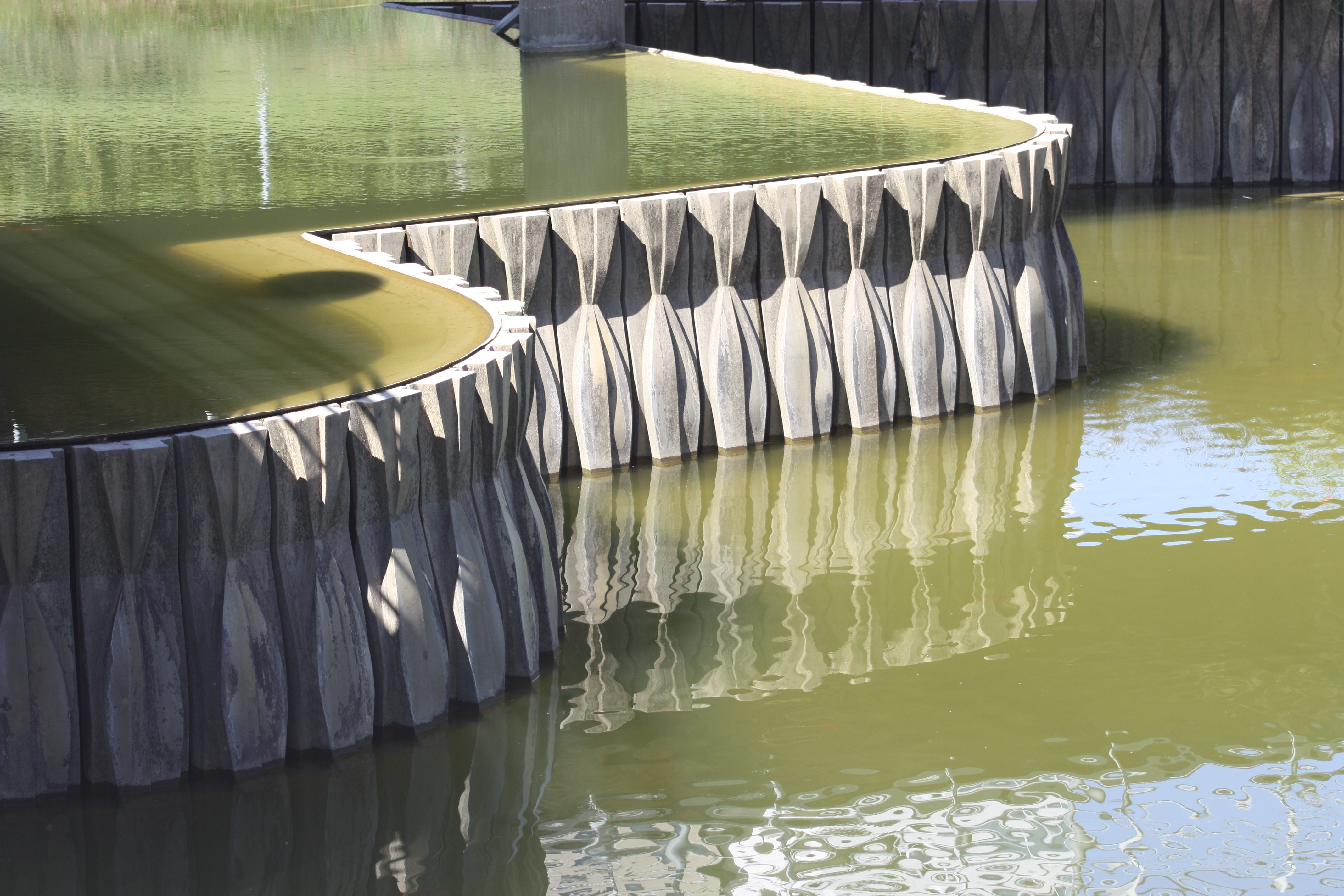
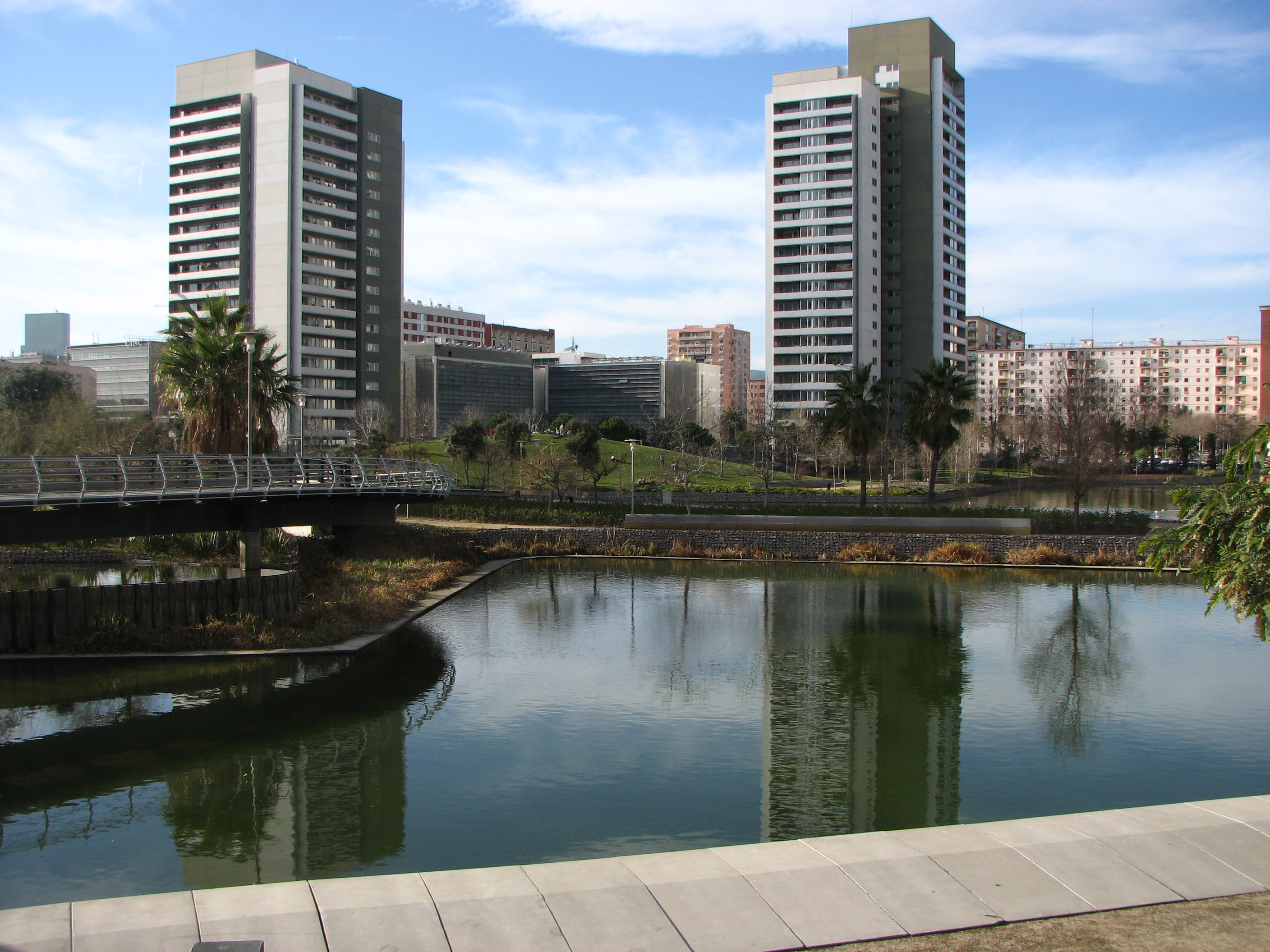